# Los últimos días de Pompeya
Los últimos días de Pompeya (The Last Days of Pompeii) es una novela escrita por Edward Bulwer Lytton en 1834, que no hay que confundir con la novela homónima de la escritora rusa Yelizaveta Vasilievna Salias de Tournemir, de 1883. Se trata una novela histórica del romanticismo que narra los últimos días de la vida de unos cuantos habitantes de Pompeya, inmediatamente antes de la destrucción de la ciudad que provocó la erupción pliniana del Vesubio en el año 79. 

## Argumento

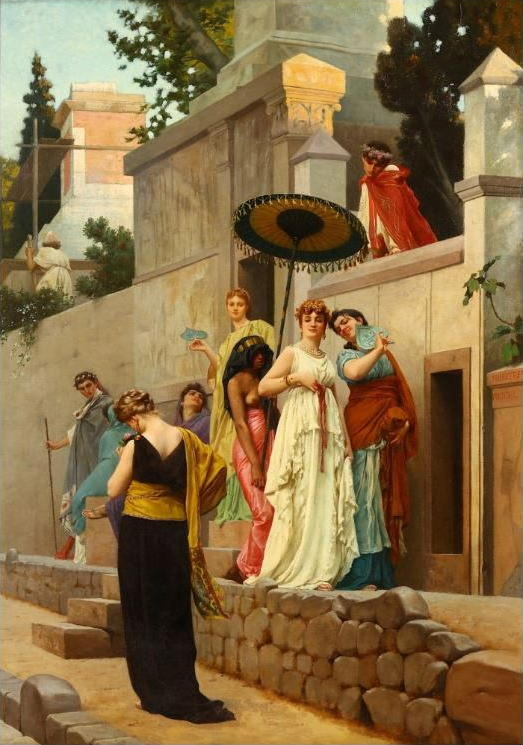
Gustave Boulanger. Camina por la Ruta de las Tumbas en Pompeya.

Los personajes muestran la cultura de la Roma Antigua del siglo I. El protagonista, Glauco, representa la cultura griega, que ha sido subordinada por Roma, y Arbaces, su oponente, la antiquísima e inmóvil cultura Egipcia. Ione, mujer que se disputan Glauco y Arbaces, y Olinto es el principal representante de la religión cristiana naciente, que se presenta bajo una mirada favorable pero no exenta de crítica. La maga del Vesubio, aunque no posee poderes sobrenaturales, nos muestra el interés de Bulwer-Lytton en el ocultismo, tema en el que se centraría parte de su obra y, en particular, su última novela La raza que viene (The Coming Race or Vril: The Power of the Coming Race, 1871).

## Traducción al castellano
- Los últimos días de Pompeya (Isaac Núñez de Arenas, trad.). Madrid: Saturnino Calleja Fernández. 1848.

## Adaptaciones
Como otras muchas novelas de la época fue muy pronto aprovechada como guion para una ópera, la Ione de Errico Petrella.
Algunas adaptaciones de la novela a la pantalla:

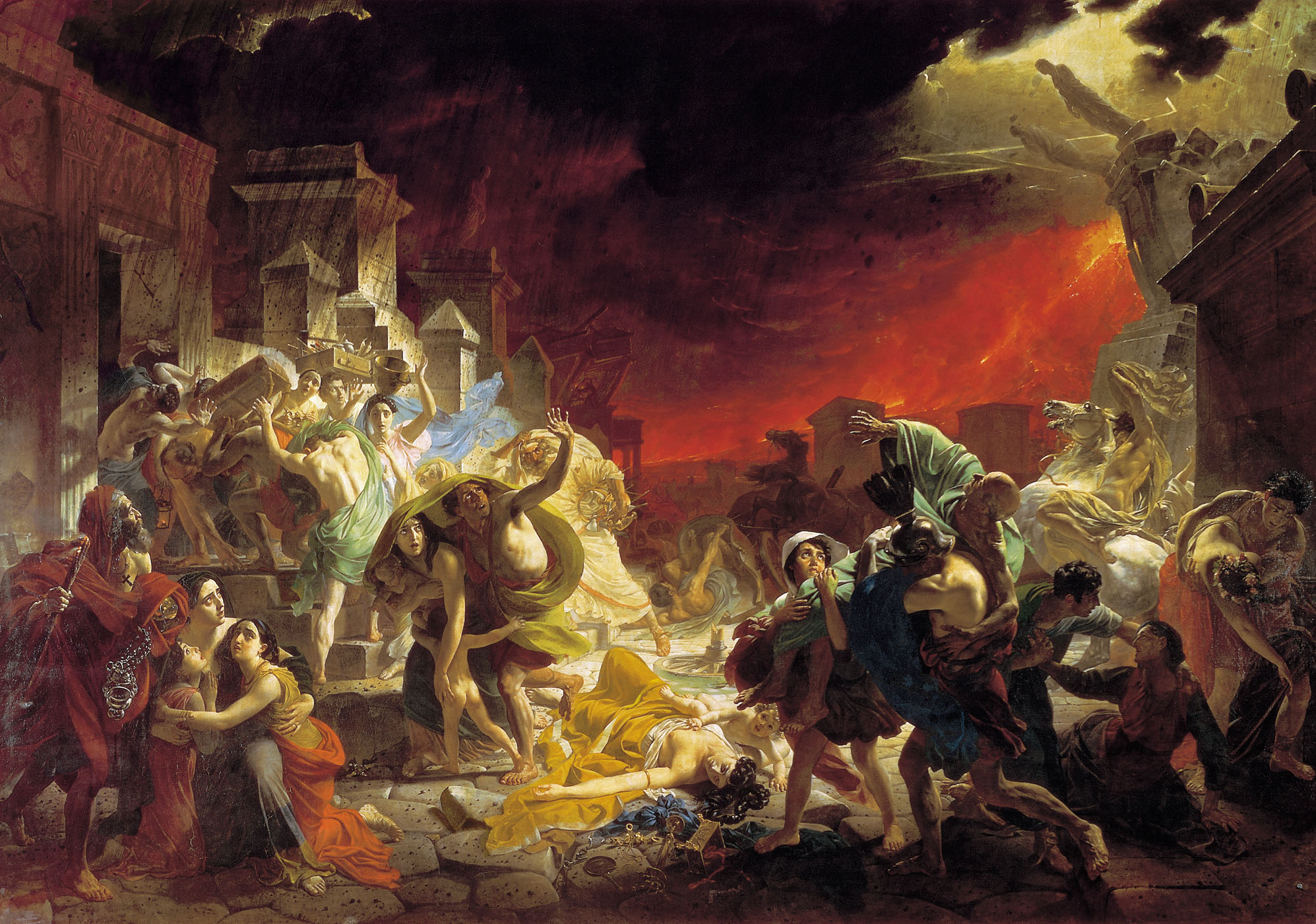
El último día de Pompeya, obra realizada por Karl Briulov entre 1830 y 1833. Óleo sobre tela de 456.5 x 651 cm. exhibido en el Museo Estatal de San Petersburgo, Rusia.

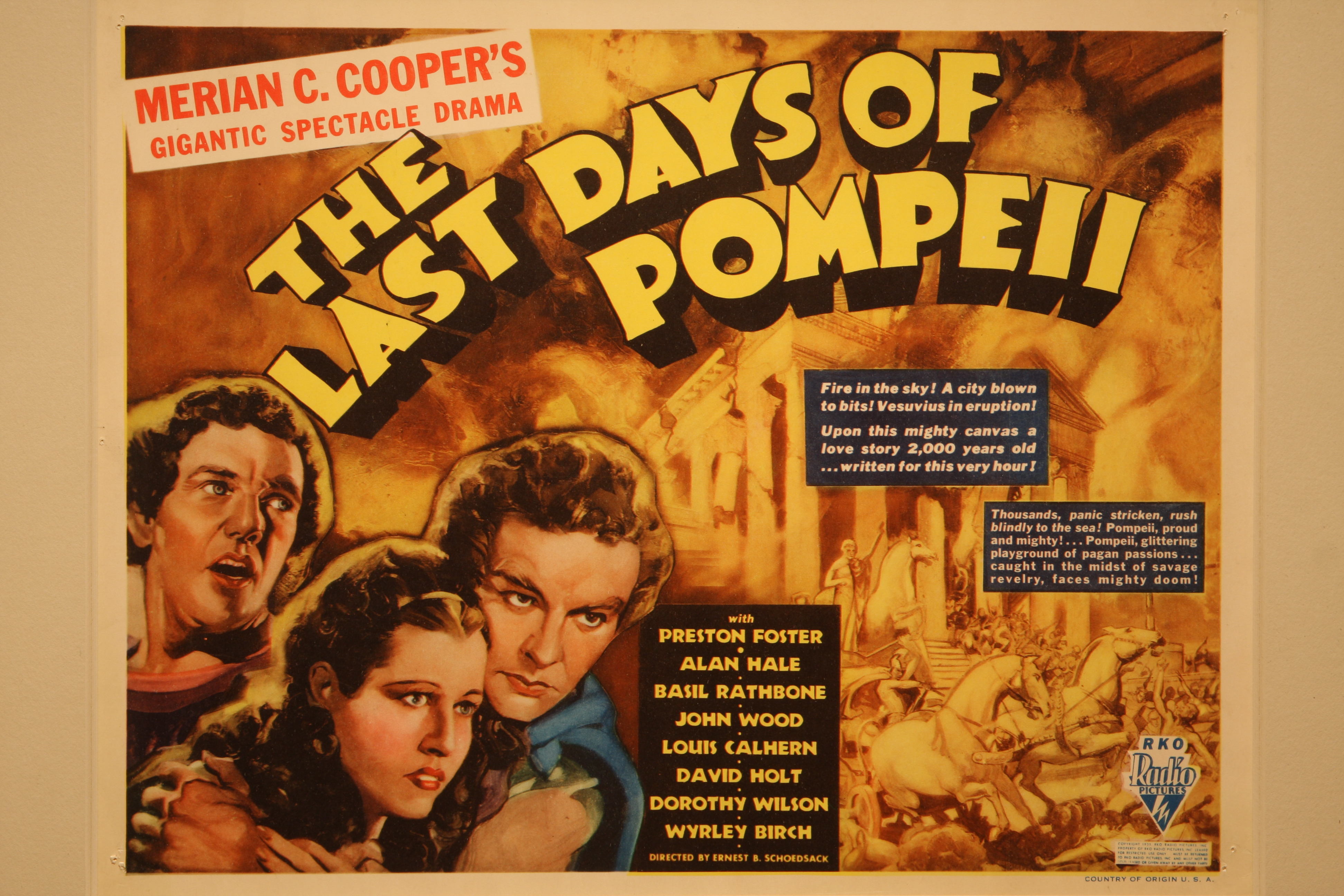
Cartel de la película de 1935: Preston Foster, Dorothy Wilson y John Wood (1909 - 1965).

- 1908: Los últimos días de Pompeya (Gli ultimi giorni di Pompeii) o La destrucción de Pompeya, cortometraje dirigido por Luigi Maggi.
- 1913: Los últimos días de Pompeya ( Gli Ultimi giorni di Pompei) largometraje dirigido por Eleuterio Rodolfi
- 1935: Los últimos días de Pompeya (The Last Days of Pompeii), largometraje dirigido por Ernest B. Schoedsack y Merian C. Cooper, y con Preston Foster, Alan Hale Sr. y Basil Rathbone como actores principales.
- 1950: Los últimos días de Pompeya (película de 1950) (Sins of Pompeii) de los directores Marcel L'Herbier y Paolo Moffa, con Micheline Presle y Adriana Benetti entre otros actores.[1]
- 1959: Los últimos días de Pompeya (The Last Days of Pompeii), largometraje dirigido por Mario Bonnard y con Steve Reeves y Fernando Rey como actores principales.
- 1984: Los últimos días de Pompeya, miniserie de televisión de cinco horas de duración dirigida por Peter R. Hunt y con Ned Beatty, Ernest Borgnine, Brian Blessed, Lesley-Anne Down, Olivia Hussey y Linda Purl como actores principales.